# Волчья Балка (Машевский район)
Волчья Балка (укр. Вовча Балка) — село,
Сахновщинский сельский совет,
Машевский район,
Полтавская область,
Украина.
Код КОАТУУ — 5323086202. Население по переписи 2001 года составляло 97 человек.

## Географическое положение
Село Волчья Балка находится на расстоянии в 1,5 км от сёл Григоровка и Петровка.
Рядом проходит автомобильная дорога Р-11.